# Бени Файлхабер
Бени Файлхабер (на немски: Benny Feilhaber) е американски футболист от австрийски произход, роден на 19 януари 1985 в Рио де Жанейро, Бразилия. Притежава и австрийски паспорт.

## Кариера
В периода 2003 – 2005 Файлхабер играе в колежанския отбор на Калифорнийския университет УКЛА Брюинс. След това преминава в Хамбургер ШФ, където играе както за дублиращия, така и за първия отбор. За А отбора дебютира на 14 октомври 2006 срещу Шалке 04. На 9 август 2007 пременава в новака в Английската висша лига Дарби Каунти.
С младежкия отбор на САЩ до 20 г. участва на младежкото световно първенство през 2005 в Холандия. Специалистите на ФИФА го избират за едно от 14-те открития на турнира, наред с Лионел Меси, Джон Оби Микел и др.
За мъжкия състав на САЩ дебютира на 25 март 2007 срещу Еквадор. През 2007 печели Златната купа, първенството за национални отбори на Северна и Централна Америка и Карибите, като на финала срещу Мексико отбелязва решителния гол за 2:1. Скоро след това участва и на Копа Америка.